# Ferdowsiïta
La ferdowsiïta és un mineral de la classe dels sulfurs. Rep el nom de Ferdowsi Tousi (935-1020), un dels més grans poetes perses que hagi viscut mai. El seu esforç de tota la vida per preservar la identitat nacional, la llengua i el patrimoni de la seva terra, especialment a través d’una de les més grans obres mestres poètiques, el Shahnameh, li va valer la fama.

## Característiques
La ferdowsiïta és una sulfosal de fórmula química Ag₈(Sb₅As₃)S16. Cristal·litza en el sistema monoclínic. La seva duresa a l'escala de Mohs oscil·la entre 2,5 i 3.
L'exemplar que va servir per a determinar l'espècie, el que es coneix com a material tipus, es troba conservat al departament d'enginyeria de materials i física de la Universitat de Salzburg, a Àustria, amb el número d'espècimen: 15006.

## Formació i jaciments
Va ser descoberta al jaciment de Barika, situat a la localitat de Sardasht, dins el comtat de Sardasht (Azerbaidjan Occidental, Iran), on es troba associada amb grans cristalls d'arsenquatrandorita corroïts i és substituït en part per guettardita. Sovint es troba associada a tetraedrita/tennantita. També ha estat descrita a Itàlia, Espanya i el Perú.